# Le Dortoir des garçons
Pour les articles homonymes, voir Boys.
Pour plus de détails, voir Fiche technique et Distribution.
Le Dortoir des garçons (titre original : Boys) est un film américain réalisé par Stacy Cochran (en), sorti en 1996, avec une musique de Stewart Copeland.

## Résumé
John Baker Jr. est un garçon qui s'ennuie de sa vie dans un pensionnat de la classe moyenne supérieure et de la perspective de son avenir à la tête de la chaîne d'épiceries familiales . Il ne voit plus l'intérêt de l'école, déclarant quelle est la différence s'il obtient une assiduité nulle pour avoir trois minutes de retard ou sauter toute la classe alors il pourrait aussi bien quitter l'établissement. Maintenant sur le point d'obtenir son diplôme d'internat, sa vie est bouleversée lorsqu'il sauve Patty Vare, une jeune femme qu'il trouve gisant inconsciente dans un champ. Patty reprend conscience ce soir-là dans le dortoir de John. Elle reste éveillée assez longtemps pour lui dire qu'elle n'ira pas chez le médecin, puis s'évanouit et ne se réveille que le lendemain matin. Elle semble se remettre complètement et être reconnaissante de l'aide de John. Les deux commencent un voyage romantique de découverte de soi. Ce n'est pas sans problèmes, car d'autres garçons du dortoir découvrent rapidement qu'elle est cachée dans sa chambre, menant à une confrontation dramatique avec les amis proches de Baker où son meilleur ami devient furieux et frappe un mur, se cassant la main. Tandis que les deux continuent de se disputer sur la raison pour laquelle Baker l'a cachée dans sa chambre. Des flashbacks du passé de Vare, la montrant avec un célèbre joueur de baseball avec qui elle vole une voiture, menant à un accident de voiture ivre et à sa mort (pour laquelle les autorités recherchent Vare pour interrogatoire). À la fin, Vare a admis tout cela à Baker et a informé les autorités de l'emplacement du corps et de la voiture (alors qu'ils se sont écrasés dans une rivière). Au poste de police, Baker et Vare commencent à dire au revoir lorsqu'ils sautent de manière inattendue dans un ascenseur pour échapper au père contrôlant de Baker et repartent avec une voiture qu'il avait précédemment volée à l'école.

## Fiche technique
- Titre français : Le Dortoir des garçons
- Titre original : Boys
- Réalisation : Stacy Cochran (en)
- Musique : Stewart Copeland
- Société de production : Touchstone Pictures, Interscope Communications, PolyGram Filmed Entertainment
- Pays d'origine :  États-Unis
- Durée : 86 minutes
- Date de sortie : 10 mai 1996

## Distribution
- Winona Ryder (VF : Claire Guyot) : Patty Vare
- Lukas Haas (VF : Fabrice Josso) : John Baker Jr.
- John C. Reilly (VF : Jean-Loup Horwitz) : l'officier Kellogg Curry
- Spencer Vrooman (VF : Elliott Weil) : John Murphy
- Charlie Hofheimer (VF : Arthur Pestel) : John Cooke
- Marty McDonough (VF : Guy Chapellier) : le professeur
- Wiley Wiggins (VF : Christophe Lemoine) : John Phillips
- Vivienne Shub (VF : Louison Roblin) : Frances
- Russell Young (VF : Charles Pestel) : John Van Slieder
- Christopher Pettiet (VF : David Lesser) : Jon Heinz
- Chris Cooper (VF : Marc Alfos) : M. John Baker
- Gregorio Rosenblaum (VF : Rafael Gozalbo) : Dr Paz
- Jessica Harper (VF : Véronique Augereau) : Mme John Baker
- Skeet Ulrich (VF : Tanguy Goasdoué) : Bud Valentine
- Catherine Keener : Jilly
- James LeGros : Fenton Ray